# Siphamia versicolor
Siphamia versicolor és una espècie de peix pertanyent a la família dels apogònids.

## Descripció
- Pot arribar a fer 7 cm de llargària màxima (normalment, en fa 4).
- 8 espines i 8-9 radis tous a l'aleta dorsal i 2 espines i 8-9 radis tous a l'anal.[6][7][8]

## Hàbitat
És un peix marí, associat als esculls i de clima tropical (30°N-22°S) que viu entre 0-68 m de fondària en aigües poc fondes i entre les espines de Diadema setosum.

## Distribució geogràfica
Es troba a Austràlia, les illes Carolines, Guam, Indonèsia, el Japó (incloent-hi les illes Ogasawara i Ryukyu), les illes Maldives, la Micronèsia, les illes Mariannes, Nova Caledònia, Oman, Papua Nova Guinea, les illes Filipines, Taiwan, Tonga i el Iemen.

## Observacions
És inofensiu per als humans.